# NGC 7802
NGC 7802 is een lensvormig sterrenstelsel in het sterrenbeeld Vissen. Het hemelobject werd op 25 september 1830 ontdekt door de Britse astronoom John Herschel.

## Synoniemen
- UGC 12902
- MCG 1-1-8
- ZWG 408.7
- PGC 81